# Lisa Jewell
Pour les articles homonymes, voir Jewell.
Œuvres principales
31 Dream Street (2017)
Lisa Jewell, née le 19 juillet 1968 à Londres, est une autrice et romancière britannique.

## Biographie
Lisa Jewell étudie à la St Michael's Grammar school de Finchley, dans le nord de Londres. Elle quitte l'école après une journée de cours en sixième année pour suivre un cours d'art au Barnet College. Elle est ensuite diplômée en illustration de mode à l'Epsom School of Art & Design.
Elle vit et travaille à Swiss Cottage, à Londres.

## Carrière professionnelle
Lisa Jewell a travaillé pendant cinq années dans le commerce de détail de la mode, et cela notamment pour Warehouse et Thomas Pink. Après avoir été licenciée, elle accepte le défi lancé par son amie, Yasmin Boland, consistant à écrire trois chapitres d'un roman en échange d'un dîner dans son restaurant préféré.

Ces trois chapitres seront à l'origine de Ralph's Party, le premier roman de l'autrice. Ralph's Party devient le premier roman le plus vendu au Royaume-Uni en 1999,,. Ses différents ouvrages rencontrent rapidement un vif succès en Grande-Bretagne et aux États-Unis,,,.

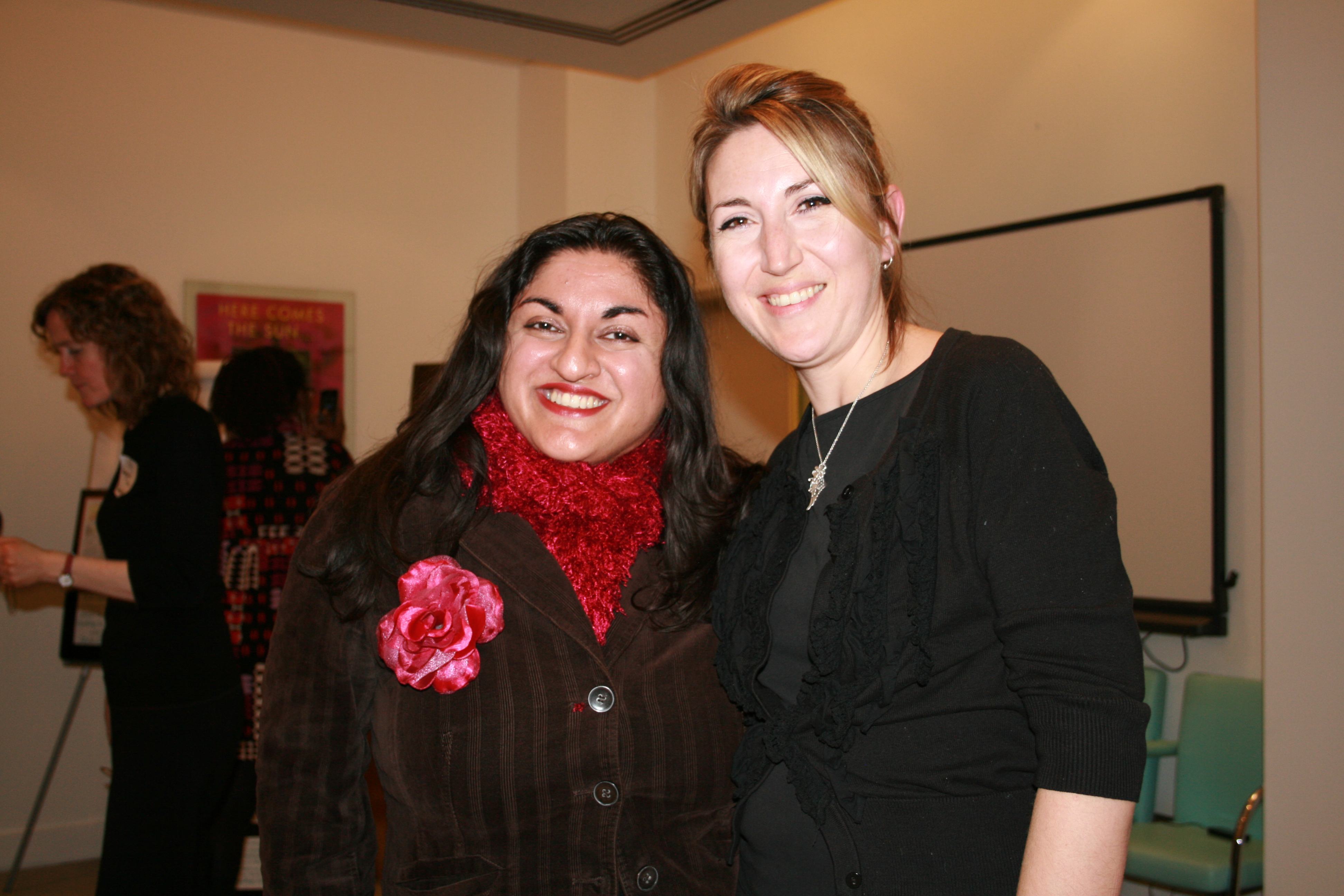
Yasmin Boland et Lisa Jewell, mai 2010.

## Distinctions
En 2008, Lisa Jewell reçoit le Melissa Nathan Award for Comedy Romance pour son roman 31 Dream Street.